# 熊勝
熊勝（？—？），羋姓，熊氏，熊䵣之子。熊勝以弟熊楊為後。
《清华大学藏战国竹简》《楚居》上名为熊樊，《史记》中记为熊胜，《汉书》古今人表作熊盘，“樊”与“盘”相通，均隶唇音元部。熊勝是熊盘系形相近而致讹传，正确名字应为为熊樊。
| 前任： 父熊 | 楚國君主 | 繼任： 弟熊楊 |